# تي في آر توسكان (1967)
تي في آر توسكان (بالإنجليزية: TVR Tuscan (1967))‏ هي سيارة من تصنيع شركة تي في آر.